# Courtepin
Courtepin est une localité et une commune suisse du canton de Fribourg, située dans le district du Lac.

## Histoire

Photo aérienne (1964)

Le village de Courtepin a fait partie des Anciennes Terres de 1442 à 1798, puis du district de Fribourg jusqu'en 1830.
Courtepin a absorbé la commune de Courtaman en 2003. Lors de la fusion, il a été décidé de créer pour la nouvelle commune un blason qui reprenne des éléments des deux anciennes communes. La biche vient de l'ancien blason de Courtaman et la croix vient de l'ancien blason de Courtepin (sur lequel figurait en outre un sanglier).
Le 27 septembre 2015, les citoyens des communes de Barberêche, Courtepin, Villarepos et Wallenried se prononcent par votation en faveur d'une fusion des quatre communes. La fusion est entrée en vigueur le 1er janvier 2017 et la nouvelle commune porte le nom de Courtepin. Un nouveau blason a été créé pour représenter cette nouvelle entité, reprenant des éléments de ceux des anciennes communes : une croix tréflée (Barberêche et Courtepin) et un sanglier (Villarepos + premier blason de Courtepin), séparés par une bande traversant le blason en oblique (Wallenried).

## Géographie
Au 1er janvier 2017, la commune de Courtepin a une superficie de 21,88 km2, dont 2,75 km2 de surfaces d'habitat, 7,03 km2 de surfaces agricoles et 5,22 km2 de surfaces boisées.
Selon l'Office fédéral de la statistique, Courtepin mesurait 2 185 ha avant la fusion entrée en vigueur en 2017. 25,5 % de cette superficie correspondait à des surfaces d'habitat ou d'infrastructure, 46,3 % à des surfaces agricoles, 27,7 % à des surfaces boisées et 0,5 % à des surfaces improductives.
La frontière entre la Suisse alémanique et la Suisse romande traverse la commune de Courtepin, qui est par ailleurs une commune bilingue (français-allemand).
Courtepin est limitrophe de Cormondes, Courgevaux, Cressier, Guin, La Sonnaz, Misery-Courtion, Morat ainsi qu'Avenches et Faoug dans le canton de Vaud.

## Localités
Courtepin comprend les localités suivantes avec leur code postal et leur ancienne commune avant la fusion : 
| Localité   | NPA  | Ancienne commune |
| ---------- | ---- | ---------------- |
| Barberêche | 1783 | Barberêche       |
| Chandossel | 1583 | Villarepos       |
| Courtaman  | 1791 | Courtepin        |
| Courtepin  | 1784 | Courtepin        |
| Pensier    | 1783 | Barberêche       |
| Villarepos | 1583 | Villarepos       |
| Wallenried | 1784 | Wallenried       |

La commune comprend également les hameaux de Breilles, Grand-Vivy, Grimoine, Petit-Vivy et Villaret qui faisaient partie de l'ancienne commune de Barberêche ainsi que celui de Plan qui faisait partie de l'ancienne commune de Villarepos.

## Démographie
Selon l'Office fédéral de la statistique, Courtepin comptait 5 702 habitants en 2022, en considérant l'ensemble du territoire des cinq anciennes communes, dont la fusion est effective au 1er janvier 2017. Sa densité de population atteignait 261 hab./km2.
Le graphique suivant résume l'évolution de la population de Courtepin entre 1850 et 2008 :